# أسامة الملولي

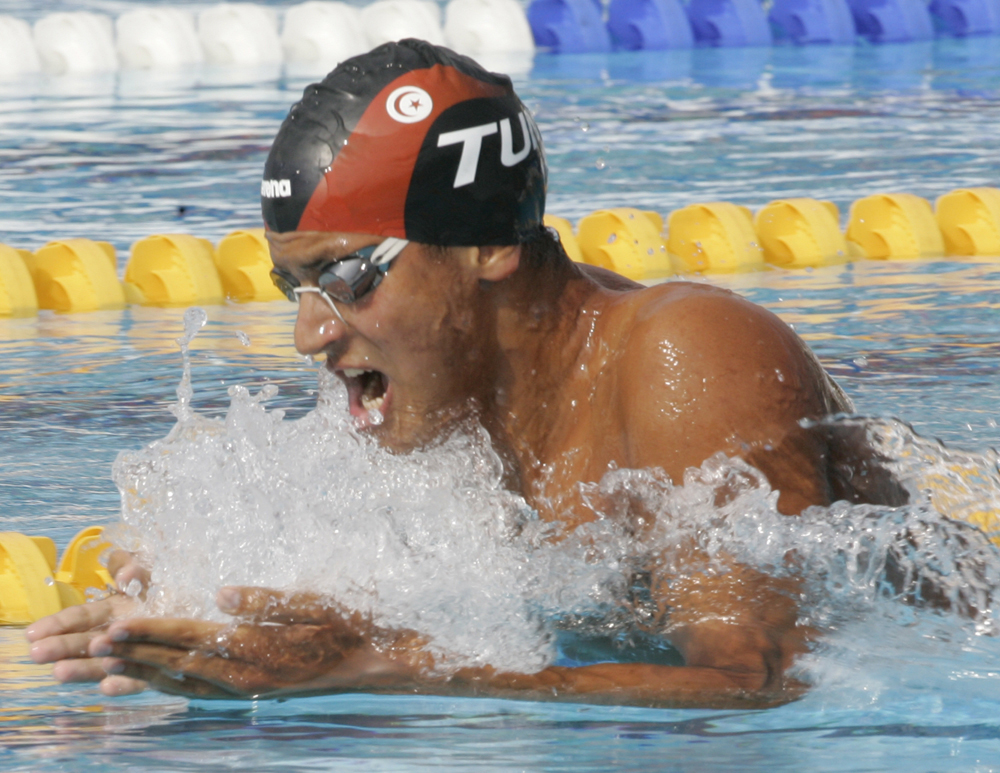
أسامة الملولي أثناء السباحة.

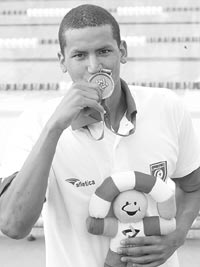
أسامة الملولي مقبلا إحدى ميدالياته.

أسامة الملولي يلقب قرش المتوسط ، ولد في 16 فبراير 1984 في المرسى قرب تونس العاصمة. هو سباح تونسي.

الملولي هو بطل أولمبي وبطل العالم ل500 1 متر سباحة حرة في بكين سنة 2008 وفي روما سنة 2009، وبذلك أصبح أول بطل أولمبي تونسي في السباحة، وثاني متحصل على ميدالية ذهبية في تاريخها بعد محمد القمودي في 1968. في الألعاب الأولمبية في لندن سنة 2012، فاز بالميدالية الذهبية في 10 كم سباحة للرجال، وكذلك ميدالية برونزية في 500 1 متر سباحة حرة. بهذه النجاحات أصبح الملولي ثاني أكثر رياضي تونسي تتويجاً في تاريخ الألعاب الأولمبية بثلاث ميداليات، و أكثر من لامس الذهب باسم تونس بذهبيتي بكين 2008 و لندن 2012

## السيرة الذاتية

### التكوين
غادر تونس في عمر 15 سنة للدراسة (في مهعد رومبار (Rempart) العام والتكنولوجي في مارسيليا) والتدرب في فرنسا. بعد حصوله على شهادة الباكالوريا، انتقل لينهي دراسته في الولايات المتحدة، أين تحصل على الماجستير في علم الحاسوب في 11 مايو 2007 في جامعة كاليفورنيا الجنوبية في لوس أنجلوس، ومنذ ذلك الوقت، بدأ يمارس مهنة عالم حاسوب. بدأ أولى خطواته في السباحة مع فريق يو أس سي تورجانز، أين حطم أربعة من أرقام النادي القياسية وأصبح من بين أفضل عشرة سباحين في تاريخ هذا الفريق في عدة أنواع.

### أولى الانتصارات
شارك في الألعاب الأولمبية في لندن سنة 2000، وجاء في المرتبة 43 في اختبار 400 متر 4 سباحات، ولكنه يتألق للمرة الأولى في بطولة العالم للسباحة 2003 التي تحصل فيها على ميدالية برونزية فاختبار 400 متر 4 سباحات (4 دق 18 ث 21) وذلك في عمر 19 سنة، وبهذه الميدالية أصبح أفضل رياضي تونسي في 2003 و2004.

ظهر مجددا للعلن بمناسبة بطولة العالم للسباحة في حوض صغير المقامة في إنديانابوليس سنة 2004، أين تحصل على ميدالية ذهبية، وهي الأولى لتونس في السباحة، فاختبار 400 متر 4 سباحات (4 دق 7 ث 2) وكذلك على ميدالية برونزية فاختبار 200 متر 4 سباحات (1 دق 56 ث 23).

في ألعاب البحر الأبيض المتوسط 2005، تحصل على ثلاثة ميداليات ذهبية في 800 متر سباحة حرة، 200 متر 4 سباحات، و400 متر 4 سباحات، وأين استطاع الحصول على الرقم القياسي في ألعاب المتوسط في 200 متر 4 سباحات (2 دق 1 ث) و400 متر 4 سباحات (4 دق 14 ث 34).

في عمر 22 سنة، أصبح لدى الملولي سجل حافل وباهر على كل المستويات: لديه الرقم القياسي لأفريقيا في 400 متر 4 سباحات في حوض كبير بعد كسره مرتين، الأول بعد حصوله على المرتبة الخامسة في الألعاب الأولمبية الصيفية 2004 والمرة الثانية في بطولة العالم للسباحة 2005 بوقت 4 دق 13 ث 47 ومجيئه في المرتبة الثالثة. وتحصل بذلك على الميدالية البرونزية وراء الأسترالي غرانت هاكيت والروسي يوري بريلوكوف. قام أيضا بأداء تاريخي خلال نفس المواعيد بحلوله في المرتبة الخامسة في 800 متر بوقت يعتبر واحد من أفضل 10 أوقات في تاريخ السباحة ككل. تحصل كذلك على ميدالية برونزية في 400 متر سباحة حرة (3 دق 46 ث 8).

في 1 ديسمبر 2006، تقدم الملولي (4 دق 15 ث 61) على الأمريكي مايكل فيلبس (4 قد 18 ث 32) في 400 متر 4 سباحات في بطولة أمريكا المفتوحة للسباحة (U.S. Open Swimming) في ويست لافاييت. 

تحصل من جهة أخرى على جائزة ابن خلدون المقدمة من قبل المركز التونسي الأمريكي في نفس الوقت.

### قضية المنشطات
في 19 فبراير 2007، حطم الملولي رقم قياسي جديد لأفريقيا فاختبار 200 متر 4 سباحات (2 دق 0 ث 21) أثناء منافسة الجائزة الكبرى للاتحاد الأمريكي للسباحة المنظمة في كولومبيا.

تعتبر هذه المرة الرابعة الذي يحطم فيها الملولي هذا الرقم الذي يحتفظ به لنفسه باستمرار منذ 17 أبريل 2003. يحطم كذلك رقم قياسي جديد لأفريقيا والمتوسط في 400 متر 4 سباحات (4 دق 11 ث 64). في 25 مارس 2007، جاء في المركز الثاني في بطولة العالم للسباحة فاختبار 400 متر سباحة حرة، وذلك أثناء بطولة العالم للسباحة 2007. في 27 مارس، أصبح بطل العالم في فاختبار 800 متر سباحة حرة محطما بذلك الرقم القياسي لأفريقيا (7 دق 46 ث 95) ويصبح أول بطل عالم تونسي. ومع ذلك، في أقل من ثلاثة أسابيع من نهاية بطولة العالم في ملبورن، يخرج للعالم أن السباح قد تم القيام له بفحوصات وكانت نتيجتها إيجابية لاستعمال الأمفيتامين في 30 سبتمبر 2006، وذلك أثناء بطولة أمريكا المفتوحة للسباحة.

برفضه تحاليل العينة B، أعلن الملولي أن طالبا أعطاه دواء (قرص واحد آديرال) لتحسين تركيزه في إعداد فروضه وامتحاناته الدراسية، دون أن يعلم أن هذا ممنوع، وأنه سيؤثر إيجابيا على قدراته الرياضية. الجامعة التونسية للسباحة لم تقدم له سوى تحذيرا، بينما قرر الاتحاد الدولي للسباحة برفع القضية أمام محكمة التحكيم الرياضية التي قامت في 11 سبتمبر 2007 بسحب لقبه في بطولة العالم 2007، وبإلغاء كل ألقابه في نفس السنة وكذلك تعليق نشاطه الرياضي لمدة 18 شهرا، مع الرجوع ل20 نوفمبر 2006 تاريخ وقوع الفعل كبداية لتعليق نشاطه.

### الصعود والتألق

#### الألعاب الأولمبية
عاد إلى الألعاب الأولمبية في بكين سنة 2008، أين أنهى في المرتبة الخامسة فاختبار 400 متر سباحة حرة (3 دق 43 ث 45) وفي المرتبة الثامنة في اختبار 200 متر سباحة حرة (1 دق 47 ث 97). في 17 أغسطس، فاز وبمفاجأة لدى العموم بالميدالية الذهبية 500 1 سباحة حرة بتوقيت 14 دق 40 ث 84 أمام الأسترالي غرانت هاكيت والكندي رايان كوكرين، ومحققا بهذا رقما قياسيا جديدا لأفريقيا، ويصبح أيضا أول بطل أولمبي تونسي في السباحة وثاني محقق لميدالية ذهبية بعد محمد القمودي في 1968.

ثم شارك الملولي في الألعاب الأولمبية في لندن سنة 2012، وتحصل فيها على ميداليتين، الأولى برونزية فاختبار 500 1 متر سباحة حرة (14 دق 40 ث 31) وراء الكندي رايان كوكرين والصيني سون يونغ، ثم اختتم الألعاب بالحصول على ميدالية ذهبية فاختبار 10 كم مياه مفتوحة (1 س 49 دق 55 ث 1) وهي بذلك ثاني ميدالية ذهبية أولمبية له وثالث ميدالية ذهبية لتونس في تاريخيها، ويصبح أول رياضي أولمبي تونسي يحرز ميدالتين ذهبيتين أولمبيتين.

#### كأس العالم 2008
بمناسبة المرحلة الأولى من كأس العالم للاتحاد الدولي للسباحة 2008، تحصل الملولي على ثلاثة ميداليات ذهبية فاختبارات 4 متر 4 سباحات (4 دق 17 ث 68) و200 متر سباحة حرة (1 دق 44 ث 58) و500 1 متر سباحة حرة (15 دق 16 ث 43)، إضافة إلى ميدالية فضية فاختبار 400 متر سباحة حرة (3 دق 45 ث 89) وأخيرا ميدالية برونزية فاختبار 200 متر 4 سباحات (2 دق 1 ث 59)، مقدما بذلك لتونس أولى ميدالياتها في كأس العالم.

بمناسبة المرحلة الثانية، فاز الملولي بخمسة ميداليات ذهبية وميدالية فضية واحدة، ويقوم بأفضل ثلاثة أوقات عالمية في هذا الموسم فاختبارات 200 و400 متر سباحة حرة و400 متر 4 سباحات.

في المرحلة الثالثة، أحرز ستة ميداليات ذهبية إضافية فاختبار 400 متر سباحة حرة (3 دق 40 ث 49)، 100 متر 4 سباحات (53 ث 84)، 400 متر 4 سباحات (4 دق 6 ث 7)، 200 متر سباحة حرة (1 دق 43 ث 5)، 500 1 متر سباحة حرة (15 دق 6 ث 23) و200 متر 4 سباحات (1 دق 56 ث 30).

في المرحلة الرابعة فاز بستة ميداليات أخرى، أربعة ذهبية، 400 متر 4 سباحات، 400 متر سباحة حرة، 200 متر سباحة حرة، 500 1 سباحة حرة، وميداليتين فضيتين فاختبارات 100 متر 4 سباحات و200 متر 4 سباحات، وحطم هنا الرقم القياسي الأفريقي في 400 متر 4 سباحات (4 دق 2 ث 93).

أثناء المرحلة الخامسة، تحصل على أربعة ميداليات ذهبية، 200 متر 4 سباحات (1 دق 55 ث 10)، 500 1 متر سباحة حرة (14 دق 34 ث 31)، 400 متر 4 سباحات (4 دق 7 ث 97) و400 متر سباحة حرة (3 دق 40 ث 52).

في المرحلة السادسة، فاز بثلاثة ميداليات ذهبية فاختبارات 100 متر 4 سباحات، 400 متر سباحة حرة و200 متر سباحة حرة، إضافة إلى ميدالية فضية أين جاء في مساواة كاملة مع الجنوب الأفريقي داريان تاونسند فاختبار 200 متر 4 سباحات (1 دق 54 ث 96).

المرحلة السابعة والأخيرة، تحصل فيها الملولي على أربعة ميداليات، منهم ميدالتين ذهبيتين في 200 متر 4 سباحات (1 دق 52 ث 41) و400 متر سباحة حرة (3 دق 36 ث 75)، وميدالية فضية في 200 متر سباحة حرة (1 دق 42 ث 88) وميدالية رابعة برونزية فاختبار 100 متر 4 سباحات (53 دق 43).

طوال هذا البطولة، فاز وجمع الملولي 35 ميدالية بينهم 27 ميدالية ذهبية. حسب النقاط، جاء في المرتبة السادسة من 27 سباح مصنف وذلك بمجموع 65 نقطة من جميع المراحل.

#### بطولات أخرى
بمناسبة ألعاب البحر الأبيض المتوسط 2009 المقامة في بسكارا في إيطاليا، أكد الملولي نشاطه محرزا خمسة ميداليات ذهبية فاختبارات 200 متر 4 سباحات (1 دق 58 ث 38)، 200 متر سباحة حرة (1 دق 46 ث 44)، 400 متر 4 سباحات (4 دق 10 ث 53)، 400 متر سباحة حرة (3 دق 42 ث 71) و500 1 متر سباحة حرة (14 دق 38 ث 1).

بعد ذلك بقليل في بطولة العالم للسباحة 2009 في روما في إيطاليا أيضا، تحصل الملولي على ميداليتين فضيتين في 400 متر سباحة حرة (3 دق 41 ث 11) و800 متر سباحة حرة (7 دق 35 ث 27) وكذلك ميدالية ذهبية في 500 1 متر سباحة حرة (14 دق 37 ث 28).

في كأس العالم للاتحاد الدولي للسباحة 2009، فاز الملولي بميدالتين ذهبيتين في 400 متر سباحة حرة (3 دق 39 ث 18) و400 متر 4 سباحات (4 دق 5 ث 79).

في 19 ديسمبر 2010، وأثناء بطولة العالم للسباحة في حوض صغير 2009 في دبي في الإمارات، فاز الملولي بميدالية ذهبية فاختبار 500 1 متر سباحة حرة في أفضل وقت في هذه النسخة (14 دق 24 ث 16)، إضافة إلى ميدالية فضية في 400 متر 4 سباحات (3 دق 57 ث 40) وميداليتين برونزيتين فاختبارات 200 متر سباحة حرة (1 دق 42 ث 2) و400 متر سباحة حرة (3 دق 38 ث 17).

في دورة الألعاب العربية 2011 في الدوحة في قطر، فاز الملولي ب15 ميدالية ذهبية وواحدة فضية.

في 24 ديسمبر 2011، بدأ الملولي مشواره مع نادي الترجي الرياضي التونسي لمدة ثلاثة سنوات.

في 2013، تحصل على أول لقب له في المياه المفتوحة وذلك أثناء بطولة العالم للسباحة 2013 في برشلونة.

أثناء ألعاب البحر الأبيض المتوسط 2013، تحصل الملولي على خمسة ميداليات، ذهبيتين في 500 1 متر سباحة حرة (15 دق 12 ث 36) و400 متر 4 سباحات (4 دق 15 ث 15)، وثلاثة فضيات في 200 متر سباحة حرة (1 دق 49 ث 21) و400 متر سباحة حرة (4 دق 11 ث 61) و200 متر 4 سباحات (2 دق 0 ث 9).

في كأس العالم للاتحاد الدولي للسباحة 2013، تحصل الملولي على أربعة ميداليات، ميدالية فضية في المرحلة الرابعة في 500 1 متر سباحة حرة (14 دق 41 ث 79)، وفي المرحلة الخامسة تحصل على ميدالية فضية في 500 1 متر سباحة حرة (14 دق 36 ث 46) وأخرى برونزية في 400 متر 4 سباحات (4 دق 9 ث 28)، وأخيرا في المرحلة السابعة تحصل على ميدالية فضية في المرحلة الرابعة في 500 1 متر سباحة حرة (14 دق 38 ث 9). في النهاية في هذه الدورة من كأس العالم تحصل على ما مجموعه 42 نقطة ما يجعله في المرتبة 24 من 32 سباح مصنف.

في بطولة العالم للسباحة في حوض صغير 2014 في الدوحة في قطر، تحصل الملولي على ميدالية وحيدة وهي فضية وذلك في 500 1 سباحة حرة (14 دق 18 ث 79).

#### نشاطات أخرى
إختارت تونس الملولي ليكون راعي وقائد الوفد والجناح التونسي في إكسبو 2010.

## حياته الخاصة
قامت والدة الملولي، خديجة الملولي، بإصدار كتاب حول إبنها عنوانه «أسامة الملولي. حول الأزرار: مسيرة أم بطل» وذلك في 2015، وقامت بنشره سراس للنشر في تونس العاصمة.

## الألقاب والتتويجات

### الألعاب الأولمبية الصيفية
| الاختبار / الدورة   | بكين 2008               | لندن 2012                     |
| 1٬500 سباحة حرة     | ذهبية 14 دق 40 ث 84 جزء | برونزية 14 دق 40 ث 31 جزء     |
| 10 كم (مياه مفتوحة) | –                       | ذهبية 1 ساعة 49 دق 55 ث 1 جزء |

### بطولات العالم
| الاختبار / الدورة   | حوض كبير             | حوض كبير             | حوض كبير            | حوض كبير                 | حوض صغير             | حوض صغير             | حوض صغير           |
| الاختبار / الدورة   | برشلونة 2003         | مونتريال 2005        | روما 2009           | برشلونة 2013             | إنديانابوليس 2004    | دبي 2010             | الدوحة 2014        |
| 200 متر 4 سباحات    | -                    | -                    | -                   | -                        | برونزية 1 دق 56 ث 23 | -                    | -                  |
| 400 متر 4 سباحات    | برونزية 4 دق 18 ث 21 | برونزية 4 دق 13 ث 47 | -                   | -                        | ذهبية 4 دق 7 ث 2     | فضية 3 دق 57 ث 40    | -                  |
| 400 متر سباحة حرة   | -                    | برونزية 3 دق 46 ث 8  | فضية 3 دق 41 ث 11   | -                        | -                    | برونزية 3 دق 38 ث 17 | -                  |
| 800 متر سباحة حرة   | -                    | -                    | فضية 7 دق 35 ث 27   | -                        | -                    | -                    | -                  |
| 500 1 متر سباحة حرة | -                    | -                    | ذهبية 14 دق 37 ث 28 | -                        | -                    | ذهبية 14 دق 24 ث 16  | فضية 14 دق 18 ث 79 |
| 200 متر سباحة حرة   | -                    | -                    | -                   | -                        | -                    | برونزية 1 دق 42 ث 2  | -                  |
| 5 كم مياه مفتوحة    | -                    | -                    | -                   | ذهبية 53 دق 30 ث 4       | -                    | -                    | -                  |
| 10 كم مياه مفتوحة   | -                    | -                    | -                   | برونزية 1 س 49 دق 19 ث 2 | -                    | -                    | -                  |

### كؤوس العالم
| الاختبار / الدورة   | حوض صغير                | حوض صغير            | حوض صغير           | حوض صغير           | حوض صغير            | حوض صغير           | حوض صغير           | حوض صغير           | حوض صغير           | حوض صغير            | حوض صغير          |
| الاختبار / الدورة   | بيلو هوريزونتي 2008 (1) | دوربان 2008 (2)     | سيدني 2008 (3)     | سنغافورة 2008 (4)  | موسكو 2008 (5)      | ستوكهولم 2008 (6)  | برلين 2008 (7)     | سنغافورة 2009 (5)  | دبي 2013 (4)       | الدوحة 2013 (5)     | طوكيو 2013 (7)    |
| 100 متر 4 سباحات    | -                       | فضية 53 ث 90        | ذهبية 53 ث 84      | فضية 53 ث 12       | -                   | ذهبية 52 ث 78      | برونزية 53 ث 43    | -                  | -                  | -                   | -                 |
| 200 متر سباحة حرة   | ذهبية 1 دق 44 ث 58      | ذهبية 1 دق 43 ث 62  | ذهبية 1 دق 43 ث 5  | ذهبية 1 دق 44 ث 47 | -                   | ذهبية 1 دق 42 ث 86 | فضية 1 دق 42 ث 88  | -                  | -                  | -                   | -                 |
| 200 متر 4 سباحات    | برونزية 2 دق 1 ث 59     | ذهبية 1 دق 56 ث 73  | ذهبية 1 دق 56 ث 30 | فضية 1 دق 53 ث 78  | ذهبية 1 دق 55 ث 10  | فضية 1 دق 54 ث 96  | ذهبية 1 دق 52 ث 41 | -                  | -                  | -                   | -                 |
| 400 متر سباحة حرة   | فضية 3 دق 45 ث 89       | ذهبية 3 دق 42 ث 32  | ذهبية 3 دق 40 ث 49 | ذهبية 3 دق 42 ث 37 | ذهبية 3 دق 40 ث 52  | ذهبية 3 دق 38 ث 42 | ذهبية 3 دق 36 ث 75 | ذهبية 3 دق 39 ث 18 | -                  | -                   | -                 |
| 400 متر 4 سباحات    | ذهبية 4 دق 17 ث 68      | ذهبية 4 دق 8 ث 84   | ذهبية 4 دق 6 ث 47  | ذهبية 4 دق 2 ث 93  | ذهبية 4 دق 7 ث 97   | -                  | -                  | ذهبية 4 دق 5 ث 79  | -                  | برونزية 4 دق 9 ث 28 | -                 |
| 500 1 متر سباحة حرة | ذهبية 15 دق 16 ث 43     | ذهبية 14 دق 54 ث 73 | ذهبية 15 دق 6 ث 23 | ذهبية 15 دق 6 ث 5  | ذهبية 14 دق 34 ث 31 | -                  | -                  | -                  | فضية 14 دق 41 ث 79 | فضية 14 دق 36 ث 46  | فضية 14 دق 38 ث 9 |

### ألعاب البحر الأبيض المتوسط
| الاختبار / الدورة   | حوض كبير          | حوض كبير           | حوض كبير           | حوض كبير            |
| الاختبار / الدورة   | تونس 2001         | ألمرية 2005        | بسكارا 2009        | مرسين 2013          |
| 200 متر 4 سباحات    | -                 | ذهبية 2 دق 1 ث     | ذهبية 1 دق 58 ث 38 | فضية 2 دق 0 ث 9     |
| 200 متر سباحة حرة   | -                 | -                  | ذهبية 1 دق 46 ث 44 | فضية 1 دق 49 ث 25   |
| 400 متر 4 سباحات    | فضية 4 دق 25 ث 20 | ذهبية 4 دق 14 ث 34 | ذهبية 4 دق 10 ث 53 | ذهبية 4 دق 15 ث 15  |
| 400 متر سباحة حرة   | -                 | -                  | ذهبية 3 دق 42 ث 71 | فضية 3 دق 48 ث 67   |
| 800 متر سباحة حرة   | -                 | ذهبية 7 دق 54 ث 30 | -                  | -                   |
| 500 1 متر سباحة حرة | -                 | -                  | ذهبية 14 دق 38 ث 1 | ذهبية 15 دق 12 ث 36 |

## أرقام قياسية
تحتوي هذه الجداول على الأرقام القياسية التي حققها الملولي في الأحواض الكبيرة والصغيرة حتى تاريخ 19 ديسمبر 2010:
| الاختبار            | الوقت         | المنافسة                        | المكان          | التاريخ       |
| 1٬500 متر سباحة حرة | 14 دق 37 ث 28 | بطولة العالم للسباحة 2009       | روما, إيطاليا   | 2 أغسطس 2009  |
| 800 متر سباحة حرة   | 7 دق 35 ث 27  | بطولة العالم للسباحة 2009       | روما, إيطاليا   | 29 يوليو 2009 |
| 400 متر 4 سباحات    | 4 دق 10 ث 53  | ألعاب البحر الأبيض المتوسط 2009 | بسكارا, إيطاليا | 29 يونيو 2009 |
| 400 متر سباحة حرة   | 3 دق 41 ث 11  | بطولة العالم للسباحة 2009       | روما, إيطاليا   | 26 يوليو 2009 |

| الاختبار            | الوقت         | المنافسة                               | المكان                        | التاريخ        |
| 1٬500 متر سباحة حرة | 14 دق 18 ث 79 | بطولة العالم للسباحة في حوض صغير 2014  | الدوحة, قطر                   | 19 ديسمبر 2010 |
| 800 متر سباحة حرة   | 7 دق 38 ث 95  | بطولة العالم للسباحة في حوض صغير 2010  | دبي, الإمارات العربية المتحدة | 19 ديسمبر 2010 |
| 400 متر سباحة حرة   | 3 دق 36 ث 75  | كأس العالم للاتحاد الدولي للسباحة 2008 | برلين, ألمانيا                | 15 نوفمبر 2008 |

| الاختبار            | الوقت        | المنافسة                        | المكان          | التاريخ       |
| 200 متر سباحة حرة   | 1 دق 46 ث 44 | ألعاب البحر الأبيض المتوسط 2009 | بسكارا, إيطاليا | 30 يونيو 2009 |
| 400 متر سباحة حرة   | 3 دق 42 ث 71 | ألعاب البحر الأبيض المتوسط 2009 | بسكارا, إيطاليا | 27 يونيو 2009 |
| 1٬500 متر سباحة حرة | 14 دق 38 ث 1 | ألعاب البحر الأبيض المتوسط 2009 | بسكارا, إيطاليا | 1 يوليو 2009  |
| 200 متر 4 سباحات    | 1 دق 58 ث 38 | ألعاب البحر الأبيض المتوسط 2009 | بسكارا, إيطاليا | 27 يونيو 2009 |
| 400 متر 4 سباحات    | 4 دق 10 ث 53 | ألعاب البحر الأبيض المتوسط 2009 | بسكارا, إيطاليا | 29 يونيو 2009 |

## مقالات ذات صلة
- الجامعة التونسية للسباحة
- تونس في الألعاب الأولمبية

## روابط خارجية
- أسامة الملولي على موقع الاتحاد الدولي للسباحة (الإنجليزية)
- أسامة الملولي على موقع SwimRankings.net (الإنجليزية)
- أسامة الملولي على موقع اللجنة الأولمبية الدولية (الإنجليزية)
- أسامة الملولي على موقع أوليمبيديا (الإنجليزية)
- الصفحة الرسمية للملولي على فيسبوك وكذلك على تويتر.